# Fritz Traun
Friedrich Adolph Traun, detto Fritz (Wandsbek, 29 marzo 1876 – Wandsbek, 11 luglio 1908), è stato un tennista, velocista e mezzofondista tedesco.

## Biografia
Nato a Wandsbek, oggi parte della città di Amburgo, Traun crebbe in una famiglia benestante, suo padre era proprietario di impresa commerciale.
Partecipò alle gare di tennis e di atletica leggera delle prime Olimpiadi moderne che si svolsero ad Atene.
Vinse la medaglia d'oro, in coppia con il britannico John Pius Boland, nel doppio, battendo in finale Dionysios Kasdaglis e Dimitrios Petrokokkinis. Nel torneo singolare, venne sconfitto al primo turno dallo stesso Boland, vincitore anche di questa categoria.
Prese parte anche ai 100 metri piani, arrivando terzo al primo turno, senza qualificarsi per la finale, e ai 800 metri, piazzandosi sempre terzo nelle batterie preliminari.
Dopo la sua vittoria olimpica, egli emigrò negli Stati Uniti d'America, ritornando in Germania qualche anno dopo. Egli fu inoltre cofondatore e segretario generale del Hamburg Golf Club. Nel 1908, sposò Friedel Preetorius. Venne trovato morto in una stanza d'albergo nei pressi di Amburgo, suicida con un colpo d'arma da fuoco, forse per la sua bigamia o per la sua infedeltà.